# یابووننا لاتسکا
یابووننا لاتسکا (به لاتین: Jabłonna Lacka) یک روستا در لهستان است که در گمینا یابووننا لاتسکا واقع شده‌است. یابووننا لاتسکا ۱٬۵۰۰ نفر جمعیت دارد.